# Rhabdodemania minima
Rhabdodemania minima är en rundmaskart som beskrevs av Benjamin G. Chitwood 1936. Rhabdodemania minima ingår i släktet Rhabdodemania och familjen Rhabdodemaniidae. Inga underarter finns listade i Catalogue of Life.